# Grahovsko polje
Grahovsko polje je krško polje u zapadnom dijelu BiH. Zahvaća površinu od oko 80 km² na dužini od 29 kilometara. Polje je široko između 2 i 4,5 kilometara. Smješteno je između planina Vijenac, Šator, Dinara i Uilice na nadmorskoj visini od oko 800 metara. Prijevojem između Dinare i Uilice povezano je s Dalmacijom. Poljem protječu rijeke Struga i Korana, kao i Prastruga, Stažbenica i  Jadovnik.
Polje se sastoji iz dva manja - Pašića polja i Resanovačkog polja. Na jugoistoku preko Pašića polja prelazi u Livanjsko. Stanovništvo se pretežno bavi poljoprivredom i stočarstvom. Najveće naselje, prema kome je i polje dobilo naziv je Bosansko Grahovo.

## Vanjske poveznice
- Bosansko Grahovo i okolina[neaktivna poveznica]